# Relative ID
El Identificador Relativo (RID) es parte del Identificador de Seguridad (SID) en los dominios de Microsoft Windows. Es la parte del SID que identifica a un principal de seguridad (un usuario, grupo o equipo) en relación con la autoridad que expidió el SID.
El Maestro RID es uno de los roles FSMO (Flexible Single Master Operation) encargado de la asignación de RIDs.